# جامعة ليكهيد
جامعة ليكهيد هي جامعة عامة في كندا، تأسست عام 1965. تقع في مدن ثاندر باي, أوريليا.

## إحصائيات
يبلغ عدد طلاب الجامعة 7,848 طالب، منهم 594 طالب دراسات عليا.

## وصلات خارجية
- الموقع الرسمي